# Juarez Sousa da Silva

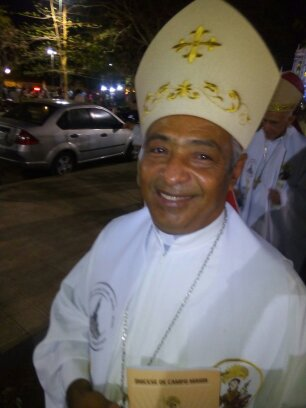
Juarez Sousa da Silva

Juarez Sousa da Silva (* 30. Juni 1961 in Cabeceiras do Piauí, Piauí) ist ein brasilianischer Geistlicher und ernannter römisch-katholischer Erzbischof von Teresina.

Wappen von Juarez Sousa da Silva.

## Leben
Juarez Sousa da Silva empfing am 19. März 1994 das Sakrament der Priesterweihe.
Am 27. Februar 2008 ernannte ihn Papst Benedikt XVI. zum Bischof von Oeiras. Der Apostolische Nuntius in Brasilien, Erzbischof Lorenzo Baldisseri, spendete ihm am 17. Mai desselben Jahres die Bischofsweihe; Mitkonsekratoren waren der Bischof von Floriano, Augusto Alves da Rocha, und der Bischof von Campo Maior, Edward Zielski.
Papst Franziskus bestellte ihn am 6. Januar 2016 zum Koadjutorbischof von Parnaíba. Mit dem Rücktritt Alfredo Schäfflers am 24. August 2016 folgte er diesem als Bischof von Parnaíba nach.
Am 4. Januar 2023 ernannte ihn Papst Franziskus zum Erzbischof von Teresina.